# 林肯大学 (新西兰)
林肯大学创立于1878年，為紐西蘭八所大学之一，前身是坎特伯雷农学院。新西兰林肯大学QS世界大學排名387位，農業學科領域排名51-100位，環境學科領域排名301-350位，在5000人以下小规模大学排名12位。

## 主要科系
主要的大學部科系為：農業、商業、電腦、工程、環境、食品、林學、園藝、飯店管理、運輸和釀酒等。

## 位置
它的主校园占地有58公頃，位於紐西蘭坎特伯雷區的林肯镇，距离基督城约25公里。

## 历史
- 1878年，农业学院创立；
- 1896-1961期间，坎特伯雷农业学院，提供以"新西兰大学"为名称的学位证书直到"新西兰大学"解散
- 1961－1990年，坎特伯雷大学林肯学院；
- 1990年，改名为林肯大学。

## 院系
- 农业和生命科学学院：动物；农场管理；园林艺术管理；模拟技术；食品和酒类；昆虫；植物病理；农作物保护；生态；环境保育与野生动植物管理；进化、分子、遗传和生物差异。
- 商学院：会计；商业管理；经济；金融；市场营销；不动产；物流；旅游和计算机。
- 环境与社会及设计学院：环境设计；资源编制；环境美化建筑；毛利与本土编制及发展；运动管理；社会科学；资讯和体育。

## 评价
- 南半球历史最悠久的农业大学。
- 南半球第一所开设景观建筑专业的大学。
- 南半球第一所开展凉爽气候下葡萄栽培和葡萄酒酿制的大学。
- 新西兰最小的大学。